# 水刑
水刑是指使用水的刑罰的總稱，通常是使用水來造成人窒息、水中毒、失溫或是用熱水澆灌造成燙傷。

## 方法

### 其一
坐水凳，受刑者躺在一張特製的長凳，此種長凳為腳部略高於頭部，固定其雙手雙腳，在頭部蓋上布後，在頭部持續澆水。如此會讓被偵訊者產生溺水的錯覺。

### 其二
將受刑者牢固在椅子上，椅子上方有裝滿水的水桶，水桶下方有一小孔，水會持續、緩慢滴落到受刑者頭上，達到滴水穿石的痛苦效果。

### 其三
將受刑者倒吊、或綑綁於一個巨大旋轉輪上，底下放置一個大水箱，施刑者每隔一段時間會將受刑者垂降、或轉動轉輪、使受刑者的口鼻被浸入水箱中，再在其窒息之前使其離開水箱，如此反覆。
使用海水的潮汐也能達到類似效果，將犯人固定後於退潮時放置至海邊，待漲潮時犯人就會自動窒息。

### 其四
水牢：將受刑者全身浸入大型的水池中，水的高度正好是受刑者站立時的鼻子高度。在這種情況下，受刑者便不能做出站立以外的姿勢，也不能睡覺，否則就會沉入水中。在這種刑罰中，受刑者全身的皮膚也會因為長期浸水而受傷。這種刑罰是日本江戶時代政府對滯納年貢者的懲罰。

### 其五
灌水：將大量的水直接灌入受刑者的口、鼻、耳、肛門等身上的孔洞，可直接致人於死或使其水中毒。

### 其六
金紙糊佛面：把一張紙放在受刑人臉上，再噴水至受刑人的臉上，重複許多次以後，受刑人便會感到痛苦最後死亡。

### 其七
日本水刑（第二次世界大戰）：行刑者用水泵對受刑者進行灌水，直至將其肚子鼓膨，之後再用腳踩在其肚子上逼迫受刑者將水全部吐出。

## 外部連結
- Hitchens, Christopher. . 浮華世界. 2008-08  [2014-12-12]. （原始内容存档于2015-01-15）.